# École supérieure des affaires de Namur
 (août 2021).
Si vous disposez d'ouvrages ou d'articles de référence ou si vous connaissez des sites web de qualité traitant du thème abordé ici, merci de compléter l'article en donnant les références utiles à sa vérifiabilité et en les liant à la section « Notes et références ».
Pour les articles homonymes, voir ESA.
L'École Supérieure des Affaires ou ESA (appelée d'abord École pratique de commerce puis Institut d'enseignement commercial de Namur) est un établissement d'enseignement supérieur situé à Namur (Belgique) fondé à la fin du XIXe siècle. L'ESA compte aujourd'hui plus de 1 000 étudiants et ambitionne d'être une grande école de commerce. Elle fait partie du Pôle académique de Namur (dont fait partie l'Université de Namur). 
Les cours y sont généralement donnés en soirée, permettant aux étudiants de combiner vie professionnelle et vie étudiante.
L'École partage ses locaux avec l'Athénée royal François Bovesse. Le site est destiné à l'enseignement depuis 1545 avec la création de l'École latine du Faucon. Les bâtiments actuels, de style Renaissance mosane, ont commencé à être construits en 1611 lors de l'installation de la Compagnie de Jésus (les Jésuites) chargée de l'enseignement. Le collège, la tour et le logis des pères furent achevés en 1620. Quant à l'église, de style baroque, elle fut dédiée à saint Ignace puis à Saint Loup. Cet ensemble historique remarquable fait l'objet d'un classement.

## L'ESA organise (processus de Bologne)

### Des baccalauréats ou diplômes de bachelier en (bachelor degrees)
- Comptabilité
- Droit
- Relations publiques
- Marketing
- Informatique
- Management du tourisme et des loisirs (en coorganisation avec l'ILFoP : http://www.ilfop.be)
- Sciences administratives et gestion publique (en coorganisation avec l'IPFS : https://ipfs.be)

### Spécialisations et langues
- Bachelier de spécialisation en Business Data Analysis
- Expertise comptable et fiscale - sciences fiscales (n'est plus enseigné depuis 2015)
- Langues : néerlandais, anglais, espagnol

### Certificat
- Certificat en e-tourisme et marketing digital